# 8189 Naruke
8189 Naruke eller 1992 YG3 är en asteroid i huvudbältet som upptäcktes den 30 december 1992 av de båda japanska astronomerna Tsutomu Hioki och Shuji Hayakawa i Okutama. Den är uppkallad efter japanen Giiti Naruke.
Asteroiden har en diameter på ungefär 16 kilometer och den tillhör asteroidgruppen Themis.